# أنخيل مينا
أنخيل مينا (بالإسبانية: Ángel Israel Mena Delgado) هو لاعب كرة قدم إكوادوري في مركز نصف الجناح، ولد في 21 يناير 1988 في غواياكيل في الإكوادور. شارك مع منتخب الإكوادور لكرة القدم. أما مع النوادي، فقد لعب مع كروز آزول ونادي إيميلك.

## وصلات خارجية
- أنخيل مينا على موقع الاتحاد الدولي (مؤرشف)  (الإنجليزية)
- أنخيل مينا على موقع قاعدة بيانات كرة القدم.إي يو (الإنجليزية)
- أنخيل مينا على موقع ناشيونال فوتبول تيمز (الإنجليزية)
- أنخيل مينا على موقع Soccerbase.com (لاعب) (الإنجليزية)
- أنخيل مينا على موقع Soccerway.com (الإنجليزية)
- أنخيل مينا على موقع عالم كرة القدم.نت (الإنجليزية)
- أنخيل مينا على موقع AS.com (الإسبانية)